# Fanny González
Francisca Beatriz González Solís, detta Fanny (Asunción, 29 gennaio 1945), è un'ex cestista paraguaiana.
È la sorella di Aída González.

## Carriera
Con il Paraguay ha disputato i Campionati mondiali del 1964 e ha vinto la medaglia d'oro ai Campionati sudamericani del 1962.